# Gheorghe Pavelescu
Gheorghe Pavelescu (n. 18/31 martie 1915, Pianu, Alba – d. 17 octombrie 2008, Sibiu) a fost un etnolog și folclorist român, apropiat al lui Lucian Blaga, autor a peste 200 de studii despre arta tradițională, folclor, magie populară și etnomedicină. Elev deopotrivă al lui Lucian Blaga, al lui Dimitrie Gusti și al lui Romulus Vuia, Gheorghe Pavelescu a fost profesor universitar la Cluj și la Sibiu și Doctor Honoris Causa al universităților din Cluj, Sibiu și Alba Iulia.

## Viața
Gheorghe Pavelescu s-a născut în satul Purcăreți din Pianu, Alba, o localitate cu veche tradiție păstorească, la 18/31 martie 1915. A urmat studiile primare în satul natal, studiile gimnaziale la Sebeș, liceale la Orăștie și universitare la Cluj și București. A fost licențiat în filozofie (specializarea Sociologie rurală, filozofie și estetică literară) al Universității din Cluj (1940). La nici 30 de ani devine doctor în trei domenii diferite, sub conducerea unor somități ale culturii românești: doctor în sociologie și estetică (1942), cu Dimitrie Gusti, doctor în filozofia culturii (1942), cu Lucian Blaga, și doctor în etnografie și folclor (1945), cu Romulus Vuia. Toate titlurile poartă calificativul "Magna cum laude".
A ocupat de timpuriu posturi universitare, a fost director al Secției de Artă Populară a Muzeului Național de Artă și Arheologie din București, apoi director al Muzeului Etnografic al Transilvaniei. Urmează o perioadă de 20 de ani în care profesorul Pavelescu, din cauza condițiilor politice, își desfășoară activitatea în învățământul de cultură generală, predând la școlile din Sebeșul de Jos, Săliște și Cisnădie. Din 1972 revine în mediul universitar, fiind profesor la Facultatea de Filologie și Istorie din Sibiu. În 1980 se pensionează, dar în 1992 își reia activitatea didactică la Facultatea de Litere și Istorie din Sibiu.
Activitatea profesorului Gheorghe Pavelescu este sintetizată astfel de etnologul Ion Taloș:
| “ | Cine vede azi cele aproximativ 200 de lucrări publicate de profesorul Gheorghe Pavelescu, fără a cunoaște biografia întortocheată a autorului lor, va crede că d-sa a fost permanent angajat în serviciul cercetărilor de cultură populară, fără hiatusuri și fără probleme. Dar oare n-a fost așa? Căci profesorul Gheorghe Pavelescu și-a exercitat meseria de cercetător și la școala elementară, ca la universitate. Mai mult, în acele condiții dificile, folclorul a reprezentat sprijinul moral și speranța specialistului că va recuceri cele pierdute. Acest om ales, generos, constituie un strălucit exemplu despre faptul că onoarea și munca pot învinge dificultățile vieții și pot aduce satisfacții care le fac mai mult sau mai puțin uitate. | ” |
|   | |   |

## Gheorghe Pavelescu și Lucian Blaga
Gheorghe Pavelescu a fost între puținii elevi ai lui Lucian Blaga care au atins secolul XXI. A avut o biografie extrem de strânsă de cea a filozofului născut la Lancrăm. Ca elev, învățase pe de rost versurile din cele cinci volume blagiene apărute până atunci, uimindu-și profesorii. Ca student, a frecventat cursul de Filozofia culturii al lui Lucian Blaga, apoi a devenit doctorandul său. G: Pavelescu este și primul care a salutat într-un articol de ziar numirea lui Lucian Blaga la Universitatea din Cluj. În calitatea sa de elev al lui Blaga, Gheorghe Pavelescu rememorează “discuțiile fără cuvinte” purtate cu marele filozof român, încheiate mereu cu urarea lui Blaga, "Toate cele bune!":
| “ | Îi cunoșteam bine felul său de a fi și-i respectam tăcerea. De aceea ne plimbam uneori timp îndelungat fără să ne spunem nici un cuvânt. Colegii mă ironizau adesea pentru discuțiile noastre fără cuvinte. Dar, la sfârșitul unor astfel de tăceri, Blaga termina întotdeauna cu o spovedanie care era ca un fel de concluzie a ceea ce gândise între timp. | ” |
|   | |   |

Asemenea discuții, în care Blaga pomenea despre Leo Frobenius, Ludwig Klages, Edgar Daqué, Mahatma Gandhi, Hugo Marti, Rainer Maria Rilke și alții, pe care i-a cunoscut personal sau numai prin intermediul unor conferințe, aruncă noi lumini asupra orizontului său cultural.
Având ca subiect de doctorat Mana în folclorul românesc. Contribuții pentru cunoașterea magicului, Gheorghe Pavelescu atrage interesul lui Blaga, dar nu și sprijinul acestuia în redactarea tezei. „Cu Blaga nu m-am mai întâlnit decât la 31 octombrie 1942, ziua susținerii tezei. Toți colaboratorii lui Lucian Blaga mărturisesc faptul că filozoful le-a modificat traseul științific sau literar. Gheorghe Pavelescu stăruie asupra acestui aspect, arătând că Lucian Blaga a fost, în timpul activității sale didactice, “un model unic”.

## Distincții
- Ordinului Național Pentru Merit (2000)[5]
- Doctor Honoris Causa al Universității "Babeș-Bolyai" din Cluj-Napoca, al Universității "Lucian Blaga" din Sibiu și al Universității "1 Decembrie 1918" din Alba Iulia
- Cetățean de Onoare al municipiilor Cluj, Sibiu și Sebes
- Anual se organizează la Alba Iulia Colocviile de Etnografie și Folclor, care îi poartă numele.[6]

## Opera
- Mana în folclorul românesc (1944), lucrare premiată de Academia Română în 1946.
- Cercetări asupra magiei la românii din Munții Apuseni (1945).
- Cercetări folclorice în sudul județului Bihor (1945).
- Studii și cercetări de folclor (1971).
- Balade populare din sudul Transilvaniei (1971).
- Folclor satiric din Mărginimea Sibiului (1971).
- Cântecele dorului. Antologie de lirică populară (1997).
- Lucian Blaga și Sibiul (1998).
- Mihai Eminescu și Sibiul (1998).
- Studii de etnografie și folclor (1998).
- Magia la români. Studii și cercetări despre magie, descântece și mană (1998).
- Lucian Blaga. Evocări și interpretări, 2003.